# Prosperi (cognome)
Prosperi è un cognome di lingua italiana.

## Etimologia
È l'evoluzione del cognomen latino Prosper o Prosperus, che deriva dall'aggettivo prosper che significa "prospero, felice". Può derivare anche dal nome proprio Prospero.

## Diffusione
Prosperi è diffuso in tutto il territorio italiano con una particolare concentrazione nell'Italia centrale: Toscana, Umbria, Lazio, Marche e Abruzzo.Piemonte

## Varianti
Prosperetti, Prosperini, Prosperino, Prospero, Di Prospero, De Prosperis

## Persone

### Prosperi
- Francesco Prosperi – regista e sceneggiatore italiano
- Franco Prosperi – regista italiano
- Giorgio Prosperi – critico teatrale e sceneggiatore italiano

### Altre varianti
- Pier Gianni Prosperini, (Vicenza, 1946), politico italia